# Frinvillier
Frinvillier, en allemand Friedliswart, est une localité suisse du canton de Berne.
Sa population est d'environ 185 personnes. Elle fait partie de la région du Jura bernois, la partie francophone du canton et se trouve sur le territoire de la commune de Sauge (anciennement celle de Vauffelin).

## Histoire
De 1797 à 1815, Frinvillier a fait partie de la France, au sein du département du Mont-Terrible, puis, à partir de 1800, du département du Haut-Rhin, auquel le département du Mont-Terrible fut rattaché. Par décision du congrès de Vienne, le territoire de l’ancien évêché de Bâle fut attribué au canton de Berne en 1815.

## Fusion
Le 28 février 2013, après le refus de la fusion en 2008, les habitants de Vauffelin-Frinvillier et de Plagne approuvent une fusion entre leurs deux communes, notamment par 66 OUI contre 2 NON et 2 abstentions dans la commune. La nouvelle commune de Sauge voit le jour le 1er janvier 2014.

## Transports
- Ligne Bienne – La Chaux-de-Fonds (CFF)
- Autoroute A16 (Bienne-Boncourt)  22 (Frinvillier)

## Tourisme
Frinvillier est le point de départ amont du chemin parcourant les Gorges du Taubenloch creusées par la Suze pour rejoindre le Plateau suisse à Boujean.

## Personnalités
- Elise Benoit-Huguelet (1820-1906), première sage-femme de La Baroche, en Suisse, y est morte.